# Country Homes
Country Homes és una concentració de població designada pel cens dels Estats Units a l'Estat de Washington. Segons el cens del 2000 tenia 5.203 habitants.

## Demografia
Segons el cens del 2000, Country Homes tenia 5.203 habitants, 1.821 habitatges, i 1.161 famílies. La densitat de població era de 1.181,7 habitants per km².
Dels 1.821 habitatges en un 29% hi vivien nens de menys de 18 anys, en un 48,4% hi vivien parelles casades, en un 12,1% dones solteres, i en un 36,2% no eren unitats familiars. En el 27,1% dels habitatges hi vivien persones soles el 9,9% de les quals corresponia a persones de 65 anys o més que vivien soles. El nombre mitjà de persones vivint en cada habitatge era de 2,36 i el nombre mitjà de persones que vivien en cada família era de 2,83.
Per edats la població es repartia de la següent manera: un 18,9% tenia menys de 18 anys, un 27,4% entre 18 i 24, un 20% entre 25 i 44, un 19% de 45 a 60 i un 14,6% 65 anys o més.
L'edat mediana era de 29 anys. Per cada 100 dones de 18 o més anys hi havia 77,7 homes.
La renda mediana per habitatge era de 36.630 $ i la renda mediana per família de 45.000 $. Els homes tenien una renda mediana de 37.583 $ mentre que les dones 23.550 $. La renda per capita de la població era de 18.514 $. Aproximadament el 6,6% de les famílies i l'11% de la població estaven per davall del llindar de pobresa.

## Poblacions properes
El següent diagrama mostra les poblacions més properes.